# Dion-Valmont
Dion-Valmont of Dion (in Wallonië ook Dion-Våmont) is een voormalige gemeente in de Belgische provincie Waals-Brabant, nu een deel van de gemeente Chaumont-Gistoux. De gemeente bestond uit Dion-le-Mont in het zuiden en Dion-le-Val in het noorden.

## Geschiedenis
Dion-Valmont ontstond in 1970 door de fusie van de gemeenten Dion-le-Mont (Dion-l' Mont) en Dion-le-Val (Dion-l' Vå). Bij de gemeentelijke herindelingen van 1977 werd de gemeente weer opgeheven en toegevoegd aan de fusiegemeente Chaumont-Gistoux.

## Demografische ontwikkeling
- Bronnen:NIS, Opm:1831 tot en met 1970=volkstellingen

## Politiek
Dion-Valmont had een eigen gemeentebestuur en burgemeester. Burgemeester van 1970 tot 1976 was Omer Bidoul (PSB). Bidoul was al sinds 1953 burgemeester geweest van Dion-le-Mont, en werd burgemeester van de fusiegemeente. Bij de fusie van Dion-Valmont in Chaumont-Gistoux in 1977 werd Bidoul schepen in die fusiegemeente: